# 大噴泉
46°12′27.32″N 6°9′21.26″E / 46.2075889°N 6.1559056°E

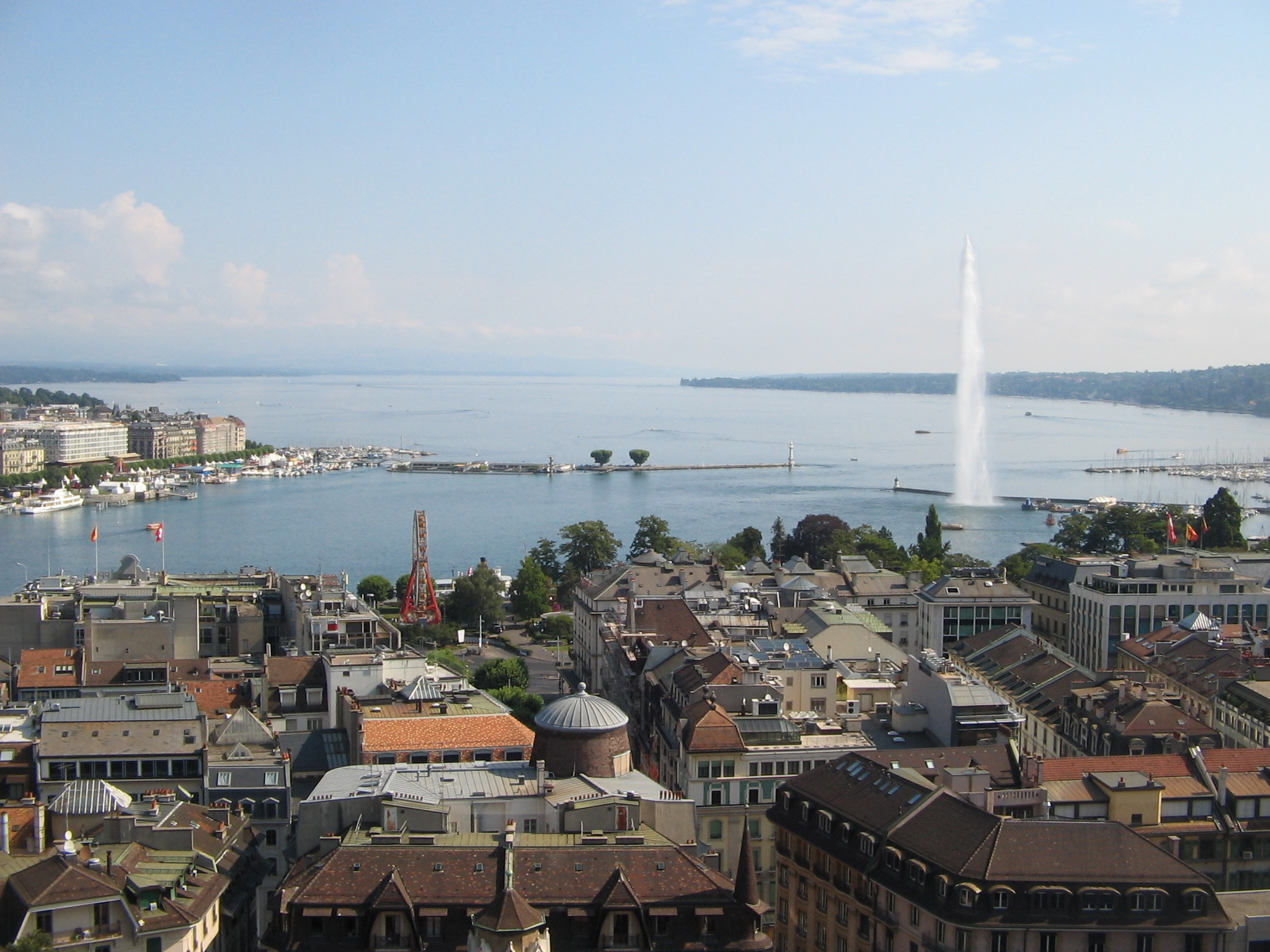
遠望大噴泉

大噴泉（Jet d'Eau）是位於瑞士日內瓦的日內瓦湖畔的一座特大型人工噴泉，使用高壓幫浦抽取日內瓦湖水並打上空中，噴出的高度可達約140公尺。此噴泉也是日內瓦的著名地標，從日內瓦的許多地方都可以望見。在噴泉下方有一條堤道，噴出的湖水有時會隨著風向直接落在堤道上，宛如傾盆大雨，為日內瓦的熱門觀光景點。

## 历史
大噴泉最早建置於1886年，作为日内瓦钟表业的泄压閥使用(在電力普及之前，鐘錶業使用高壓水網驅動機器)，噴出的高度並沒有現在高。1891年，日内瓦政府决定将喷泉改造成吸引游客的旅游景点。目前使用的大噴泉是在1951年翻新建设的。

## 其他
大喷泉每年3-10月份开放。此外当气温较低或刮西北风时，为避免水柱被风吹向岸边，大喷泉会临时暂停喷射。

## 外部連結
- Jet d'eau（页面存档备份，存于）

1. ↑  .   [2022-03-11]. （原始内容存档于2020-11-05）.